# エージェンツ・オブ・マン
エージェンツ・オブ・マン(Agents of Man)は2000年に結成されたアメリカ合衆国のニュージャージー州のハードコア・パンクバンドである。

## 略歴
2000年にBULLDOZE、Train Of Thought、NJ Bloodline、ONE4ONEのメンバー中心に、エージェンツ・オブ・マンが結成された。
当時のメンバーは、BULLDOZEからPuda(ヴォーカル)、NJ Bloodline、ONE4ONE、Elements D.E.CからRay(ギター)、Train Of ThoughtからZack(ギター)、John(ベース)、Elements D.E.CからRAJA(ドラム)である。
2001年 アルバム(EP 01)を発表をし、ニューバンドらしいハードコアを作り上げた。
その後、RAJAが脱退し後者はChris(Dr)に変わった。
2003年にはEP 01の国内盤の発表や初来日に果たした。
John(bass)は他の音楽関係を付くために脱退し、後者は元Sworn EnemyのMike(bass)になった。
2005年にはセンチュリー・メディアからCount Your Blessingsを発表し、ツアーをしたり次々と知名度を上げました。
2006年に解散し、2014年と2015年には再結成ライブをしている。
2018年には大規模なフェスや参加をし、本格的に活動をしている。
今にはJohn(bass)が復帰していた。

## メンバー

### 現在
- George "Puda" (Vo)

- Rey Fonseca (Gt)

- Zack Thorne (Gt)

- John Doherty (Ba)

- Chris Golas (Dr)

### 過去
- Mike Cools (Ba)
- RAJA (Dr)

## ディスコグラフィー

### スタジオ・アルバム
- Count Your Blessings (2005)

### ミニ・アルバム
- EP 01 (2001) 国内盤発売(2003)